# Klukwan
Klukwan is een plaats (census-designated place) in de Amerikaanse staat Alaska en valt bestuurlijk gezien onder Skagway-Hoonah-Angoon Census Area.

## Demografie
Bij de volkstelling in 2000 werd het aantal inwoners vastgesteld op 139.

## Geografie
Volgens het United States Census Bureau beslaat de plaats een oppervlakte van
4,9 km², waarvan 3,2 km² land en 1,7 km² water.

## Geschiedenis
Voor de Russische kolonisatie was Klukwan een nederzetting van oorspronkelijke bewoners bij de rivier de Chilkat.
In de jaren 1930 voerde de Amerikaanse etnograaf Kalervo Oberg een onderzoek naar de Tlingit van Klukwan. Zijn verslag, The Social Economy of the Tlingit Indians, verscheen pas in 1973. Volgens hem was Klukwan tot 300 jaar geleden een nederzetting van het kustvolk der Athabasken. Toen vestigden zich de Tlingit vanuit het zuidoosten in de streek, en de Athabasken werden in de nieuwe bevolkingsgroep geassimileerd.
Tijdens de Russische periode bereikte de Tlingitkunst, vooral snijwerk, een hoogtepunt dankzij het verschijnen van metalen instrumenten en nieuwsoortige materialen. Een resultaat hiervan is het houtsnijwerkpaneel in het Whale House (walvishuis) in Klukwan.

## Plaatsen in de nabije omgeving
De onderstaande figuur toont nabijgelegen plaatsen in een straal van 40 km rond Klukwan.